# Утицај радарског зрачења на здравље
Радарско зрачење је електромагнетно зрачење и један од облика нејонизујућег зрачења које нема довољну енергију фотона (јер је мања од 12,4 eV) да би извршили јонизацију у биолошком материјалу али и поред тога својим дејством, фреквенције од реда 100 kHz (300 kHz) до 300 GHz, може имати негативан утицај по здравље човека и његову животну средину.
Како је примена радара широко распрострањена њиховим зрачењем је „покривен“ већи део Земљине површине (види слику десно). Са радарским уређајима непосредно ради човек али под његовим утицајем могу бити не само оператери или руковаоци радара и мехатроничари , већ и становништво и животна средина у њиховом окружењу.
Како на принципу предострожност почива један од основних принципа политике заштите животне средине и људског здравља, научници многих струка и грана медицине непрестано истражују по човека, његово здравље и животну средину опасности од радарског (и других облика) зрачења и ако их има које су и колике су њихове последице. Сходно томе они откривају сигурно незанемариве опсности од нејонизујућег зрачења и помажу у доношењу позитивних законских прописа, предузимању одговарајућих заштитних мера и других мера медицинске превенције и здравствене заштите, ...а услови и дозвољеност коришћења извора радарског зрачења-радара, од посебног интереса, одређује однос између користи коју њихова примена пружа друштву и потенцијалног ризика који може наступити због њиховог штетног дејства током њиховог коришћења...
.

## Патофизиологија
Нејонизујуће зрачење, за разлику од јонизујућег, је електромагнетно зрачења које нема довољно енергије за уклањање електрона из атома или молекула како би формирало јон (или наелектрисане честице) у току међусобног судара. Уместо тога, оно преноси енергију другим честицама, и обично доводи до топлотног ефекта (загревања). Нејонизујуће зрачења подразумева фреквенције електромагнетног спектра у распону од 1 херца (Hz) до 3×1010 Hz (300 гигахерца) и таласне дужине у распону од 10-9 метара и ниже до 10-7 метара. Како се фреквенција ових таласа смањује, повећава се таласна дужина, а смањује се енергија.
Модерне бежичне комуникације, радари и други извори електромагнетног зрачења користе микроталасна подручја која на земљи не производи никакав природан извор, због тога се све више указује на потребу квалитетнијег сагледавања и свестранијег приступа заштити Земље од природи непознатог људском руком створеног електромагнетног зрачења.
Радарски уређаји спадају у изворе нижефреквентних облика нејонизујућег зрачења, као што су то и уређаји типа микроталасне рерне, уређаји за радио-навигацију, сателитску комуникације, емисиона техника радија и телевизије, и разни други уређаји за комуникације укључујући ту и уређаје за двосмерну радио везу и мобилне телефоне.
Савремена истраживања све више се баве истраживањем нелинеарних ефеката електромагнетног зрачења и материје, тј учинцима који посредно утичу на физиологију и функцију појединих биолошких целина, на за сада научно још недовољно изучен начин. Радарско зрачење као и друго нејонизујуће зрачење шире се простором и прво озрачује површину човечјег тела где једним делом зраци бивају рефлектовани а другим делом педнетрирају - продиру у тело и бивају делимично или поптпуно апсорбовани, депонујући енергију зрачења у ткиву. Депонована енергија коју радарско зрачења доноси у тело најважнији је процес међуделовања зрачења и ткива и она се може измерити у данашње време пројектованим савременим уређајима (нпр уређајем енгл. RAHAM - Radiation Hazard Meter).
Дубина пенетрације - продора у тело је фактор од значајног утицаја за ефекат високих фреквенција зрачења на биолошке системе. То највише зависи од фреквенције. Електромагнетна поља у опсегу од једног мегахерца (MHz), продиру око десет до 30 cm у тело. У фреквенцијском опсегу за мобилне комуникације мреже, које је око 1 гигахерца (GHz), електромагнетно поље продире само неколико сантиметара у биолошко ткиво. За фреквенције изнад 10 гигахерца (GHz) које се користе у радарској опреми, пенетрирају до дубина испод једног милиметра. На још вишим фреквенцијама апсорпција електромагнетских поља настаје само на површини коже.
Акутни ефекти по људско здравље могу настати након директног излагања високим нивоима ове врсте зрачења и могу бити озбиљне опекотине, електрошокови, па чак и смрт (код особа са уграђеним пејсмејкером или сличним импламтатом ).
Хронични ефекти по људско здравље након дуготрајног директног излагања овој врсти зрачења су мање јасни. Велики број истраживача покушао је довести у везу изложеност радарском зрачењу и појаву озбиљних обољења као што су леукемија и рак мозга. Међутим, ни један експеримент није поновљен под истим условима па се није дошло до истих резултата. У последње време појављује се велики број студија о томе да радарско зрачење може изазвати мутагене ефекте код људи или животиња. Већи део доноси закључке да радарско зрачење не може штетно деловати на људски организам на тај начин, али постоје и оне које говоре да би се то ипак могло догодити. Једна од тих је студија MAES-а говори да зрачење људских ћелија фреквенцијом 954 MHz при 1.5 V/kg није изазвало директно оштећење ДНК ланца, али је повећала број хромозома оштећених хемијским канцерогеном.

## Дозе радарског зрачења
Биолошки ефекти радарског зрачења и њихов утицај на здравље најсигурније се процењују биодозиметријом (мерењем биолошког одговора организма на различите дозе зрачења), тј микроскопским посматрањем промена или аберација на хромозомима у крвним ћелијама периферне крви.
| Максималан нивои излагања РФ зрачењу (који се односе на људе за осмочасовно радно време) ЈУС Н. НО.205:1990 | Максималан нивои излагања РФ зрачењу (који се односе на људе за осмочасовно радно време) ЈУС Н. НО.205:1990 | Максималан нивои излагања РФ зрачењу (који се односе на људе за осмочасовно радно време) ЈУС Н. НО.205:1990 | Максималан нивои излагања РФ зрачењу (који се односе на људе за осмочасовно радно време) ЈУС Н. НО.205:1990 |
| фреквенцијски опсег                                                                                         | Квадрат средње вредности E поља, E²                                                                         | Квадрат средње вредности H поља, H²                                                                         | Средња густина флукса снаге S                                                                               |
| --- | --- | --- | --- |
| - | (V/m)2 | (A/m)2 | W/m² (mW/cm²)                                                                                               |
| 300 kHz ≤ 3 MHz                                                                                             | 3,77 x 105                                                                                                  | 2,65 | 1000 (100)                                                                                                  |
| > 3 MHz ≤ 30 MHz                                                                                            | 3,392 x 106/f2                                                                                              | 23,9/f2 | 9 000/f2 (900/f2)                                                                                           |
| > 30 MHz ≤ 300 GHz                                                                                          | 3,77 x 103                                                                                                  | 2,65 x 10-2                                                                                                 | 10 (1) |

У свакодневној пракси дозе радарског зрачења које могу бити од утицаја на здравље деле се на;
- Мале дозе, изазивају повишење температуре у појединим ткивима и органима и електромагнетни интерферентни утицај на срчани пејсмејкер и друге електронске имплантате. [г]
- Средње дозе, изазивају: неуровегетативне сметње сличне онима код неуроза, (тзв. радарски синдром), промене у сперматозоидима тестиса, замућење очног сочива и умерено смањење броја крвних зрнаца.
- Велике дозе, могу изазвати хромозомске аберације у 0,5-2,5% (нпр. код особа које су поправљале радарски уређај, дуже време, без заштитне одеће, у снопу јачине преко 100 mW/cm²). Врло ретки истраживачи наводе да би након дејства ових доза хромозомске аберације у ћелијама могле злоћудно мутирати у рак.

| Очекиване карактеристике типичних радара високе вршне снаге | Очекиване карактеристике типичних радара високе вршне снаге | Очекиване карактеристике типичних радара високе вршне снаге | Очекиване карактеристике типичних радара високе вршне снаге | Очекиване карактеристике типичних радара високе вршне снаге | Очекиване карактеристике типичних радара високе вршне снаге | Очекиване карактеристике типичних радара високе вршне снаге |
| Систем                                                      | f(GHz)                                                      | P(kW)                                                       | Pmax(mW/cm2)                                                | Удаљеност у км од антене за густину од 10 mW/cm²            | Удаљеност у км од антене за густину од 1 mW/cm²             | Удаљеност у км од антене за густину од 0,1 mW/cm²           |
| ----------------------------------------------------------- | ----------------------------------------------------------- | ----------------------------------------------------------- | ----------------------------------------------------------- | ----------------------------------------------------------- | ----------------------------------------------------------- | ----------------------------------------------------------- |
| Acquisition radar FPN-40                                    | 9.0                                                         | 0.18                                                        | 12.8                                                        | 0.028                                                       | 0.111                                                       | 0.351                                                       |
| Acquisition radar ARSR                                      | 1.335                                                       | 20                                                          | 111                                                         | 0.147                                                       | 0.465                                                       | 1.47                                                        |
| Tracking radar Hawk Hi Power                                | 9.8                                                         | 4.7                                                         | 800                                                         | 0.108                                                       | 0.344                                                       | 1.08                                                        |
| Tracking radar no.1                                         | 2.85                                                        | 12                                                          | 34.2                                                        | 9.392                                                       | 1.24                                                        | 3.93                                                        |
| Tracking radar no. 2                                        | 1.30                                                        | 150                                                         | 55.7                                                        | 1.75                                                        | 5.52                                                        | 17.5                                                        |

## Мере заштите
Повећана употреба електричних и електронских уређаја, укључујући и брз раст телекомуникационих система (нпр, сателитских система), радио и телевизијских предајнике, мобилне телефоније и радарских инсталација све више је створила могућност излагања људи електромагнетној енергије и у исто време изазвала, забринутост због могућих нежељених ефеката по здравље.
Зато је у све већем броју земаља, брига о заштити на раду и јавном здрављу довела је до развоја мера заштите од нејонизујућег зрачења. Више земаља увело је препорука или законодавство које се бави заштитом од прекомерних ефеката нејонизујуће енергије у микроталасном опсегу (300 MHz до 300 GHz) и радиофреквентном опсегу (100 kHz до 300 MHz), док у другима, постоји тенденција је да се ревидирају постојећи стандарди и усвоје мање дивергентне норме које ограничавају излагање. Сви ови критеријуми у бројним документима треба да дају корисне информације за развој националних мера заштите против нејонизујућег зрачења у горенаведеном опсегу.
| Ограничења или референтне вредности (ЕУ) које приказују на којој је удаљености од антене предајника, у правцу главног снопа, зрачење радара у дозвољеним границама. | Ограничења или референтне вредности (ЕУ) које приказују на којој је удаљености од антене предајника, у правцу главног снопа, зрачење радара у дозвољеним границама. | Ограничења или референтне вредности (ЕУ) које приказују на којој је удаљености од антене предајника, у правцу главног снопа, зрачење радара у дозвољеним границама. | Ограничења или референтне вредности (ЕУ) које приказују на којој је удаљености од антене предајника, у правцу главног снопа, зрачење радара у дозвољеним границама. | Ограничења или референтне вредности (ЕУ) које приказују на којој је удаљености од антене предајника, у правцу главног снопа, зрачење радара у дозвољеним границама. | Ограничења или референтне вредности (ЕУ) које приказују на којој је удаљености од антене предајника, у правцу главног снопа, зрачење радара у дозвољеним границама. |
| Извор | Фреквенција | Типична снага преноса | Мерено на типичној удаљености од предајника /типична вредност изложености                                                                                           | Референтна вредност у ЕУ | Ограничење (26. BImSchV) |
| --- | --- | --- | --- | --- | --- |
| Ваздухопловни радари | 1 GHz - 10 GHz | 0,2 kW - 2,5 MW | - | 43,5 - 61 V/m (одговара 5 - 10 W/m²), додатно ограничење за вршне вредности                                                                                         | Од 43,5 - 61 V/m (одговара 5 - 10 W/m²), додатно ограничење за вршне вредности                                                                                      |
| Бродски радари | 1 GHz-10 GHz | 0,1 - 0,25MW | 100 m у правцу главног снопа/10 W/m² 1 кm у правцу главног снопа/0,1 W/m²                                                                                           | 43,5 - 61 V/m или 5-10 W/m², додатно ограничење за вршне вредности                                                                                                  | Од 43,5 до 61 V/m (одговара 5 - 10 W/m²), додатно ограничење за вршне вредности                                                                                     |
| Саобраћајни радари | 9 GHz-35 GHz | Снага 0,5-100 mW | 3m/0,25 W/m² 10 m/< 0,01 W/m² | 61 V/m или 10 W/m² | - |

Уређивање заштите од радарског зрачења у Р. Србији према Закону из 2009, заснива се на следећим начелима:
- начело забране - излагање радарским зрачењима изнад прописане границе и свако непотребно излагање радарским зрачењима није дозвољено;

- начело сразмерности - услови и дозвољеност коришћења извора радарског зрачења (радара) од посебног интереса се одређују и цене према користи коју њихово коришћење пружа друштву у односу на потенцијалне ризике наступања штетног дејства услед њиховог коришћења, узимајући у обзир ниво и трајање изложености становништва у конкретном случају, старосној и здравственој структури потенцијално изложеног становништва, начин, време и места коришћења таквог извора, присуство других извора са различитим фреквенцијама, као и друге релевантне околности конкретног случаја;

- начело јавности - подаци о радарским зрачењима доступни су јавности.

На основу ових начела спровођење заштите од радарског зрачења како у Р. Србији тако и у већини земљама света првенствено се заснива на предузимању следећих законских и других мера:
- прописивање граница излагања радарском зрачењу;
- откривање присуства и одређивање нивоа излагања радарском зрачењу;
- одређивање услова за коришћење радара од посебног интереса;
- обезбеђивање организационих, техничких, финансијских и других услова за спровођење заштите од радарског зрачења;
- вођење евиденције о радарима и изворима њиховог зрачења који су од посебног интереса;
- означавање извора радарског зрачења од посебног интереса и зоне опасног зрачења на прописани начин;
- спровођење контроле и обезбеђивање квалитета извора радарског зрачења од посебног интереса на прописани начин;
- примена средстава и опреме за заштиту од радарског зрачења;
- контрола степена излагања радарском зрачењу у животној средини и контрола спроведених мера заштите од радарског зрачења;
- обезбеђивање материјалних, техничких и других услова за систематско испитивање и праћење нивоа радарског зрачења у животној средини;
- образовање и стручно усавршавање кадрова у области заштите од радарског зрачења у животној средини;
- информисање становништва о здравственим ефектима излагања радарским зрачењима и мерама заштите и обавештавање о степену изложености радарским зрачењима у животној средини.

## Последице[13]
- Густина радарског зрачења која у кругу до 94 м од предајника најчешће не прелази 10 mW/cm², у том простору и са том снагом зрачење по здравље најчешће може изазвати занемариве последице, као што су пролазне хромозомске аберације, катаракта, анемија итд.
- У кругу до 200 м могу настати минималне или безазлене, промене на хромозомима, тзв. промене у фазама.
- На удаљеностима већим од 200 м радарско зрачење не изазива никакве промене.

За особе која се могу случајно (задесно) наћи у близини радарског уређаја важно је знати да што су у моменту озрачења на већој удаљености од предајника, опасности по њихово здравље је мање јер је са удаљеношћу и мања густина снаге емитованих радарских таласа. Тако особе које нису у кругу кретања запослених (које врше опслуживања радара), него су ван круга од 94 м не морају страховати за оштећење свога здравља, јер ван круга од 200 м оштећење здравља уопште није могуће. Такође оно је немогуће нпр. испод палубе брода или унутар кабинског (путничког) простора авиона.
Код запослених лица на радару последице по њихово здравље зависе од густине снаге радарског зрачења у кругу од 94 м (у коме се оне најчешће крећу и бораве у току опслуживања радара):
- зрачења до 1 mW/cm² не захтева никакву контролу здравља запосленог особља на радарима јер не изазива никакве последице;
- зрачења од 5 до 10 mW/cm² најчешће не изазивају промене, али се превентивно здравље особља изложеног овом зрачењу, ипак редовно контролише;
- зрачења од 10 до 20 mW/cm² изазива једино пад митотских активности у хромозомима једра. Здравље особља изложеног овом зрачењу редовно се контролише, а време боравка на раду ограничава сразмерно величини осмочасовне дозе;
- зрачења преко 20 mW/cm² изазива хромозомске аберације које су, међутим, реверзибилне, тј након извесног времена нестају Здравље особља изложеног овом зрачењу редовно се контролише, а време боравка на раду ограничава сразмерно величини осмочасовне дозе;
- зрачења преко 100 mW/cm² изазивају тежа оштећења здравља и најчешће настају задесно (случајно) или услед непоштовања прописаних мера заштите на раду.

## Потенцијално опасни радари
У званичном саопштењау Агенције за ракетну одбрану САД о потенцијалним опасностим по живи свет и околину моћних плутајућих радара групе -X (X-Band -SBX) у систему антиракетне одбране САД, наводе се следеће потенцијалне опасности по живи свет и околину;
- "Безбедност која је велики проблем код радара ове групе Забринутост је оправдана, ако се зрачење емитује у областима насељеним становништвом (нпр у току одржавања радара док је у луци), па тада настојимо да ограничимо оно што радимо - правцима и нивоима јачине поља."
- Такође постоји потенцијална опасност да радари, могу да ометају рад авиона, аутомобила, пејсмејкера и других електронских имплантата уграђених у тело човека као и других електронских уређаје при њиховом пролазу кроз радараски сноп.
- Званичници морнарице САД су такође признали да ови радари могу да изазову активирање „електро-експлозивних средстава“ као што су нпр аутомобилски ваздушни јастуци и избацива седишта у војним авионима.
- Од Плутајућих радара групе-X очекује се да његово зрачење буде мање од 2 степена испод површине воде, што не би требало да има негативних утицаја на китове или морске корњаче бар пола инча испод површине мора, уз претпоставку да је "мало вероватно да ће појединачни примерци бити на или знатно изнад површине воде значајније дуже време у оквиру главног снопа ... када је радарска платформа и његов радар оперативан."

Како би се спречиле нежељене последице ови радари ће бити тестирани 20 пута месечно по 10 до 20 минута у исто време док су у привезу.

## Перспективе
Бројна питања о електромагнетним загађењима и даље су контроверзна. Ако поједини циклуси живих бића зависе од ритма магнетног поља Земље, ако соларне магнетне олује изазивају промене у понашању, менталне болести или самоубиство, можемо очекивати да изнад наших глава наметнута електромагнетна модерне технологија такође може имати утицај.
Важеће критеријуми (који се углавном односе на термалне-топлотне утицаје) били би најбољи изговор да се студиозније изврши процена дугорочног утицај зрачења на жива бића. Тренутно постоје многобројни прописи у вези са безбедним излагањем радарском зрачењу који имају велику разноликост, пре свега због велике материјалне користи од њихове употребе у бројним људским делатности и практично незамисливог живота без њих.
Зато данас у свету настају све већи друштвени проблеми, како због експоненцијалног раста електромагнетног загађења у неким популацијама, тако и због недостатка адекватне регулативе и/или нејасноћа у неким областима. Један од отворених питања научне и политичке јавности је проблем - горње границе изложености која је безопасне за жива бића, и дали су тренутна законска ограничења одговарајућа или не?